# Agostino Rivarola
Agostino Rivarola ( Gênova , 14 de março de 1758 – Roma , 7 de novembro de 1842 ) foi um diplomata papal e cardeal da Cúria . Ele liderou a restauração dos Estados papais na Romagna após a era francesa , às vezes com repressão sangrenta das aspirações constitucionais 

## vida
Agostino Rivarola, parente do cardeal Domenico Rivarola († 1611), estudou direito civil e canônico no Collegio Clementino de Roma. Depois de trabalhar inicialmente como secretário de vários auditores da Rota Romana , foi em 1793 pelo Papa Pio VI. orador nomeado na Assinatura Apostólica . Em 1797, ele fugiu das tropas francesas para Gênova e tentou, sem sucesso, libertar Pio VI. negociar Rivarola participou do conclave de 1799 como notário apostólico.
O Papa Pio VII o nomeou governador de Macerata em setembro de 1802 , cargo que ocupou até 1807. Durante esse tempo, ele esteve em cativeiro francês, mas mais tarde conseguiu retornar à sua cidade natal, Gênova. Em maio de 1814, como delegado apostólico, ele conseguiu restaurar oficialmente o governo papal nos Estados papais. Foi então membro da Câmara Apostólica e desde 1816 mordomo papal .
No consistório de 1º de outubro de 1817, Pio VII o aceitou como cardeal diácono de Sant'Agata in Suburra no Colégio dos Cardeais . Ele foi ordenado diácono apenas em outubro de 1819 pelo falecido cardeal Luigi Lambruschini, então arcebispo de Gênova . Em 13 de maio de 1820, o cardeal Rivarola foi nomeado cardeal protetor da Ordem dos Frades Menores Capuchinhos. A partir de março de 1823 exerceu a mesma função para a ordem agostiniana . Ele participou do conclave no mesmo ano que Leão XII papa eleito. Em 5 de outubro de 1823, o cardeal Rivarola foi ordenado sacerdote. Em abril de 1824, Leão XII o nomeou Legado Extraordinário para a Província de Ravena. Lá ele restaurou totalmente a autoridade papal. Em um único dia, 31 de agosto de 1825, ele condenou 508 pessoas à prisão. < Então ele se tornou uma figura de ódio para os protagonistas do Risorgimento . Em 3 de julho de 1826 foi nomeado cardeal diácono de Santa Maria ad Martyres . Em 23 de julho do mesmo ano, o cardeal Rivarola sobreviveu a uma tentativa de assassinato em Ravena , na qual sua carruagem foi atingida por um mosquete.Um clérigo que o acompanhava morreu. Leão XII criou uma comissão de inquérito cujo trabalho terminou com a execução de cinco sentenças de morte em maio de 1828. 
O novo Papa Pio VIII fez dele protetor da Abadia Beneditina de Monte Cassino em 18 de maio de 1829. Após sua morte, o cardeal Rivarola participou do conclave de 1830-1831. Como o cardeal diácono mais antigo, foi cardeal protodiácono de 1834 até sua morte, o que lhe teria dado a tarefa de proclamar e coroar o novo papa em caso de vacância na sé. Papa Gregório XVI nomeou-o Pró-Prefeito da Congregação Conciliar em 1835. Agostino Rivarola morreu em 1842 e foi sepultado na Igreja de San Marcello .

## Link externo
- Agostino Rivarola
- catholic-hierarchy.org